# Tongshan (Xuzhou)
Tongshan (chinesisch 铜山区, Pinyin Tóngshān Qū) ist ein Stadtbezirk der bezirksfreien Stadt Xuzhou in der chinesischen Provinz Jiangsu. Sein Verwaltungsgebiet hat eine Fläche von 1.909 km² und er zählt 1.128.956 Einwohner (Stand: Zensus 2010). Sein Hauptort ist die Großgemeinde Tongshan (铜山镇).

## Administrative Gliederung
Auf Gemeindeebene setzt sich der Stadtbezirk aus zwanzig Großgemeinden zusammen. 